# 阿尔克苏姆
阿尔克苏姆（德語：Alkersum）是德国石勒苏益格－荷尔斯泰因州的一个市镇。总面积9.07平方公里，总人口423人，其中男性191人，女性232人（2011年12月31日），人口密度47人/平方公里。